# Grimonviller
Grimonviller est une commune française située dans le département de Meurthe-et-Moselle en région Grand Est.

## Géographie
Village situé au revers d'une côte, près des sources du Brénon, aux confins du département de Meurthe-et-Moselle et des Vosges, à 22 km de Colombey-les-Belles, chef lieu du canton, à 42 km de Toul et 44 km de Nancy.

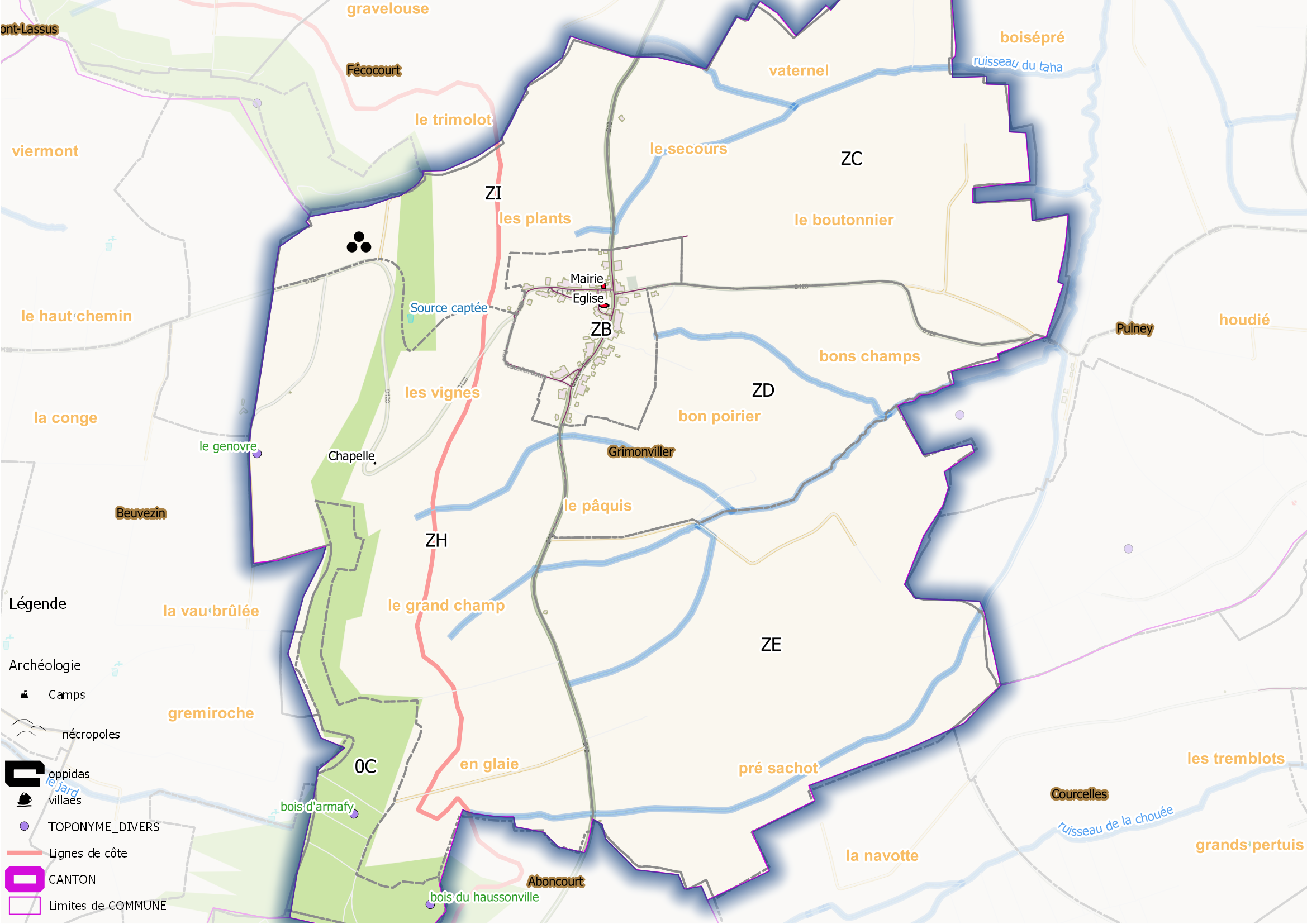
Fig. 1 - Grimonviller (ban communal).

D’après les données Corine land Cover, le ban communal de 485  hectares comportait en 2011, plus de 75 % de prairies, près de 13 % de forêt et 11 % de surfaces agricoles diverses. Le territoire est arrosé par le Brénon (1,569 km) et le Ruisseau du Taha (1,6 km ),
Le territoire présente une particularité géologique déjà mise en avant en 1936 :  «Dans toute la région de Grimonviller-Fécocourt-Vandéléville-Battigny., le Toarcien affleure à flanc de coteau, s'avance par endroits en larges éperons et forme même des buttes isolées dans la plaine. Le sous-sol immédiat des communes de Grimonviller et de Fécocourt est constitué par du schiste, visible dans tous les chemins creux et sur les bords du ruisseau le Brénon. ».
La même situation a entrainé la naissance d'une industrie d'exploitation de l'huile de schiste en Haute-Saône :               l'Exploitation de schiste de Creveney.

### communes limitrophes
| Fécocourt | Fécocourt    | Pulney     |
| Beuvezin  | Grimonviller | Pulney     |
| Aboncourt | Aboncourt    | Courcelles |

### Hydrographie
La commune est traversée par la ligne de partage des eaux entre les bassins versants du Rhin et de la Meuse au sein du bassin Rhin-Meuse. Elle est drainée par le Brenon et le ruisseau du Taha,.
Le Brénon, d'une longueur de 26 km, prend sa source dans la commune  et se jette  dans le Madon à Pulligny, après avoir traversé douze communes. 

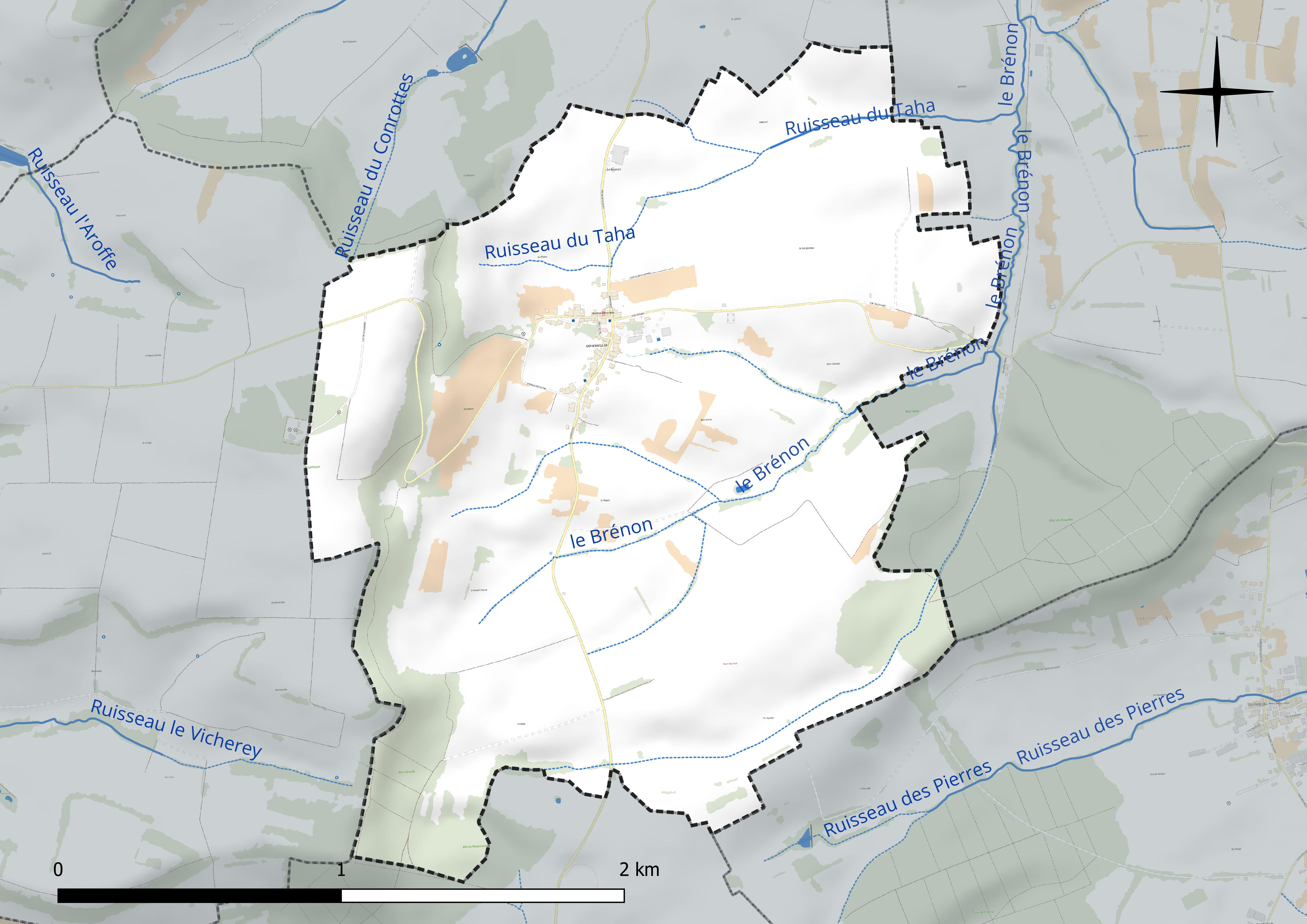
Réseau hydrographique de Grimonviller.

### Climat
Pour des articles plus généraux, voir Climat du Grand Est et Climat de Meurthe-et-Moselle.
En 2010, le climat de la commune est de type climat de montagne, selon une étude du Centre national de la recherche scientifique s'appuyant sur une série de données couvrant la période 1971-2000. En 2020, Météo-France publie une typologie des climats de la France métropolitaine dans laquelle la commune est dans une zone de transition entre le climat océanique altéré et le climat océanique altéré et est dans la région climatique  Lorraine, plateau de Langres, Morvan, caractérisée par un hiver rude (1,5 °C), des vents modérés et des brouillards fréquents en automne et hiver. 
Pour la période 1971-2000, la température annuelle moyenne est de 9,3 °C, avec une amplitude thermique annuelle de 16,8 °C. Le cumul annuel moyen de précipitations est de 953 mm, avec 12,6 jours de précipitations en janvier et 9,4 jours en juillet. Pour la période 1991-2020, la température moyenne annuelle observée sur la station météorologique de Météo-France la plus proche, « Mirecourt-inra », sur la commune de Mirecourt à 13 km à vol d'oiseau, est de 10,4 °C et le cumul annuel moyen de précipitations est de 824,3 mm. 
La température maximale relevée sur cette station est de 39,5 °C, atteinte le 25 juillet 2019 ; la température minimale est de −19,5 °C, atteinte le 20 décembre 2009,,. 
Les paramètres climatiques de la commune ont été estimés pour le milieu du siècle (2041-2070) selon différents scénarios d'émission de gaz à effet de serre à partir des nouvelles projections climatiques de référence DRIAS-2020. Ils sont consultables sur un site dédié publié par Météo-France en novembre 2022.

## Urbanisme

### Typologie
Au 1er janvier 2024, Grimonviller est catégorisée commune rurale à habitat très dispersé, selon la nouvelle grille communale de densité à sept niveaux définie par l'Insee en 2022.
Elle est située hors unité urbaine. Par ailleurs la commune fait partie de l'aire d'attraction de Nancy, dont elle est une commune de la couronne,. Cette aire, qui regroupe 353 communes, est catégorisée dans les aires de 200 000 à moins de 700 000 habitants,.

### Occupation des sols
L'occupation des sols de la commune, telle qu'elle ressort de la base de données européenne d’occupation biophysique des sols Corine Land Cover (CLC), est marquée par l'importance des territoires agricoles (87,3 % en 2018), une proportion identique à celle de 1990 (87,3 %). La répartition détaillée en 2018 est la suivante : prairies (75,8 %), forêts (12,7 %), zones agricoles hétérogènes (6,2 %), terres arables (5,3 %). L'évolution de l’occupation des sols de la commune et de ses infrastructures peut être observée sur les différentes représentations cartographiques du territoire : la carte de Cassini (XVIIIe siècle), la carte d'état-major (1820-1866) et les cartes ou photos aériennes de l'IGN pour la période actuelle (1950 à aujourd'hui).

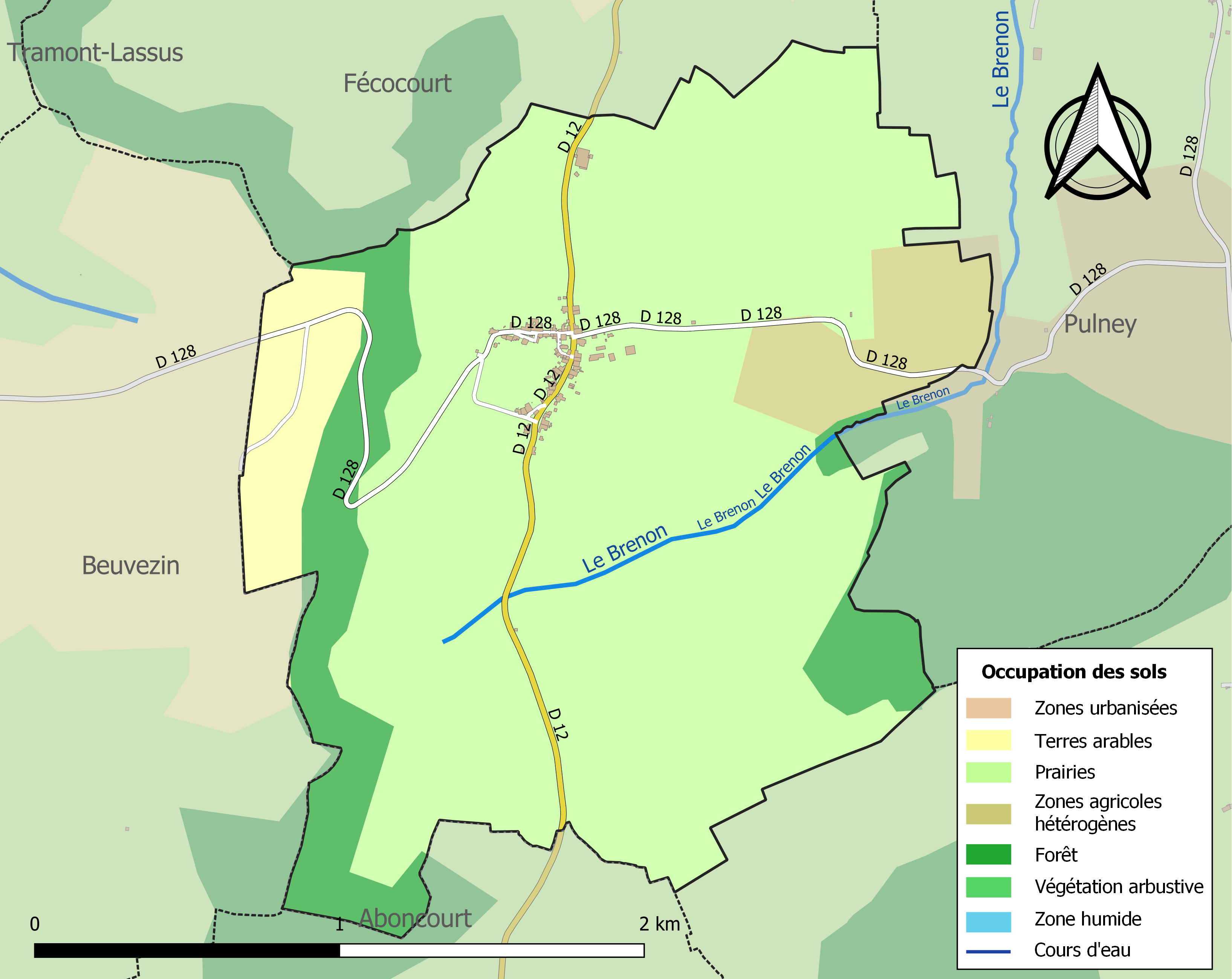
Carte des infrastructures et de l'occupation des sols de la commune en 2018 (CLC).

## Toponymie
Anciennement mentionné : Grimaldi villa (1027), Grymonville (1295), Gremonviller (1398), Gremonviler (1408), Grymonviller (1499), Grimonvillers et Gremontvillers (1600), Grimonviller (1793),. Le pouillié de Benoît Picart emploie la forme latinisée et ecclésiastique de Grimon(is)villa(re).

### Microtoponymie
Le dictionnaire topographique cite un écart disparu des cartes au XXIe siècle :
TERRE-DU-CIERGE-BÉNIT (LA), héritage au ban de Grimonviller, saison de la Côte, autrefois chargé d'une redevance de trois livres de cire pour le cierge pascal.

## Histoire
E. Grosse estime que le village peut être de fondation ancienne au regard du style roman de son église dans son état du XIXe siècle.
H. Lepage indique dans son ouvrage quelques jalons relatifs à l'histoire du village de Grimonviller. En 1299, Vauthier de Foucaucourt (Fécocourt), chevalier, et la Comtesse, sa femme, reprennent en fief et hommage de Henri, comte de Vaudémont, leur maison de Grimonviller et dépendances, et ils lui déclarent leur fidélité. Puis en 1446, Henri de Lorraine, comte de Vaudémont, accorde à un certain Jehan Boisson de Gremonville et sa femme une remise d'impôts de toutes natures (...tailles, breux,  charrois, corvées, rentes, gélines, et généralement de toutes autres débiles et servitudes...) contre une somme convenue payable en octobre de chaque année.

Il nous apprend qu'en 1572 deux percepteurs d'impôts qu'étaient l'Église de Toul et le duc de Lorraine passèrent un accord fiscal dont Grimonviller était l'objet et destiné à régler leurs droits réciproques :

« Le duc Charles III et le chapitre de la cathédrale de Toul, qui possédaient l'un et l'autre des droits de souveraineté aux villages de Grimonviller et d'Uruffe, voulant mettre un terme aux conflits que faisait naître cet état de choses, firent entre eux, le dernier décembre 1572, un accord.» 
De même, les archives mentionnent un remerciement (payable en nature) des habitants en raison de la protection assurée par leur seigneur, le duc de Lorraine :  
«En 1583, les maire et communauté de Grimonviller promettent payer au duc de Lorraine dix résaux (Pl. de résal, unité locale de volume) d'avoine par an, à cause qu'il les a exemptés du passage des gens de guerre et qu'il les a pris sous sa protection. »
 Il nous précise que les comptes du domaine de Vaudémont, font voir combien le village de Grimonviller avait eu à souffrir pendant les guerres du XVIIe siècle :
« 1635. Le comptable n'a pu tirer aucune chose des rentes d'avoine, d'autant qu'en l'année présente les grains, chevaux, bétail et toutes autres choses leur auraient été enlevés par les armées qui ont séjourné au comté pendant ladite année.... et ledit village se trouvant inhabitable à cause des courses des gens de guerre. 1636. Le comptable ne fait recette de ce qui est dû pour la garde ancienne, le village se trouvant présentement ruiné et sans habitants.1637-40. Ledit village a été quitté et abandonné par le restant des habitants. »

### Anecdote
« Dans les villages de Grimonviller, de Fécocourt, de Vandéleville. etc., pas une femme, depuis la jeune fille jusqu'à la grand'mère, n'eût, jadis, manqué à un usage aujourd'hui disparu avec les lugubres appareils qui l'avaient déterminé. Dès qu'il arrivait à l'une ou à l'autre de passer, — ce qu'elles redoutaient fort, — devant les bois de justice, potences plantées par les seigneurs à un angle de leur territoire, vite elles se signaient en prononçant cette exclamation répulsive : « Dieu me préserve de tes pieds et de tes mains ! » En ces mots, jetés avec un effroi sincère, elles faisaient allusion et s'adressaient mentalement au bourreau, qui s'aide des pieds et des mains pour lancer le patient dans l'éternité. »
F. FERTIAULT.

## Politique et administration

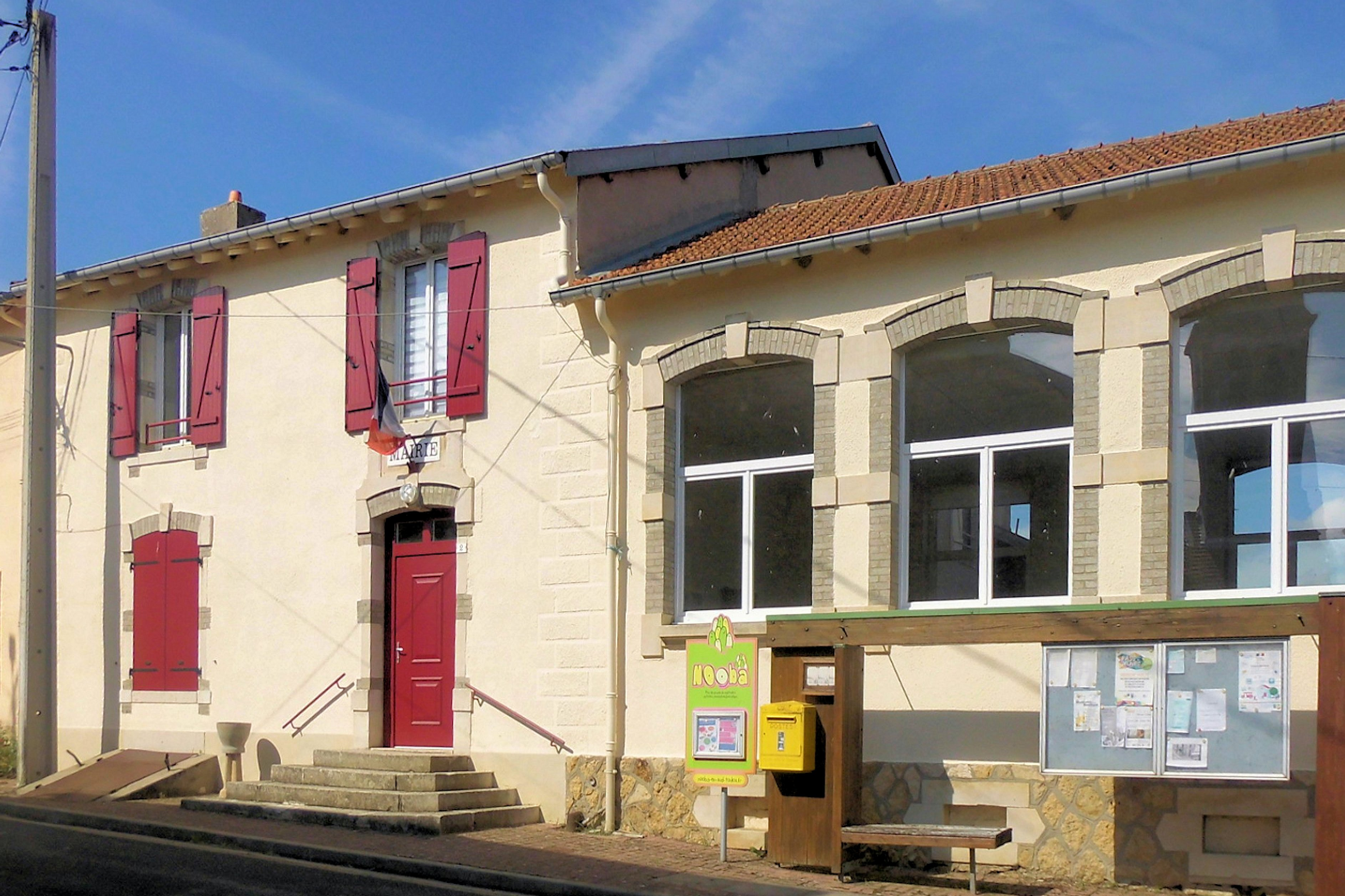
La mairie.

| Période                                  | Période  | Identité       | Étiquette | Qualité                              |
| ---------------------------------------- | -------- | -------------- | --------- | ------------------------------------ |
| Les données manquantes sont à compléter. |          |                |           |                                      |
| avant 1988                               | ?        | André Guénaire |           |                                      |
| mars 2001                                | mai 2020 | Alexis Bourot  |           | Agriculteur exploitant               |
| mai 2020                                 | En cours | Régis Barbier, |           | Agriculteur sur moyenne exploitation |

## Population et société

### Démographie
L'évolution du nombre d'habitants est connue à travers les recensements de la population effectués dans la commune depuis 1793. Pour les communes de moins de 10 000 habitants, une enquête de recensement portant sur toute la population est réalisée tous les cinq ans, les populations de référence des années intermédiaires étant quant à elles estimées par interpolation ou extrapolation. Pour la commune, le premier recensement exhaustif entrant dans le cadre du nouveau dispositif a été réalisé en 2006.

En 2022, la commune comptait 113 habitants, en évolution de +24,18 % par rapport à 2016 (Meurthe-et-Moselle : −0,13 %, France hors Mayotte : +2,11 %).
| 1793 | 1800 | 1806 | 1821 | 1831 | 1836 | 1841 | 1846 | 1851 |
| ---- | ---- | ---- | ---- | ---- | ---- | ---- | ---- | ---- |
| 234  | 238  | 230  | 248  | 253  | 281  | 285  | 287  | 295  |

| 1856 | 1861 | 1872 | 1876 | 1881 | 1886 | 1891 | 1896 | 1901 |
| ---- | ---- | ---- | ---- | ---- | ---- | ---- | ---- | ---- |
| 290  | 282  | 260  | 244  | 332  | 290  | 265  | 260  | 232  |

| 1906 | 1911 | 1921 | 1926 | 1931 | 1936 | 1946 | 1954 | 1962 |
| ---- | ---- | ---- | ---- | ---- | ---- | ---- | ---- | ---- |
| 240  | 226  | 190  | 188  | 173  | 164  | 152  | 139  | 125  |

| 1968 | 1975 | 1982 | 1990 | 1999 | 2006 | 2011 | 2016 | 2021 |
| ---- | ---- | ---- | ---- | ---- | ---- | ---- | ---- | ---- |
| 117  | 102  | 81   | 82   | 82   | 84   | 102  | 91   | 104  |

| 2022 | - | - | - | - | - | - | - | - |
| ---- | - | - | - | - | - | - | - | - |
| 113  | - | - | - | - | - | - | - | - |

## Économie
D'après les historiens, (Grosse, Lepage) l’activité était assez florissante au XIXe siècle :
« Surf.territ. : 478 hect.; 559 en terres lab., 44 en prés, 5 en vignes, 28 en bois. L'eau des fontaines de ce village est réputée très-bonne.»
et également modestement viticole.

### Secteur primaire ouAgriculture
Le secteur primaire comprend, outre les exploitations agricoles et les élevages, les établissements liés à l’exploitation de la forêt et les pêcheurs.
D'après le recensement agricole 2010 du Ministère de l'agriculture (Agreste), la commune de Grimonviller était majoritairement orientée sur la production de bovins  (auparavant production de bovins et de lait ) sur une surface agricole utilisée d'environ 324 hectares (supérieure à la surface cultivable communale) en légère hausse depuis 1988 - Le cheptel en unité de gros bétail s'est renforcé de 380 à 450 entre 1988 et 2010. Il n'y avait plus que 2 exploitations agricoles ayant leur siège dans la commune employant 5 unités de travail. (5 exploitations/7 unités de travail en 1988).

## Culture locale et patrimoine

### Lieux et monuments
- Église Saint-Epvre 19e.

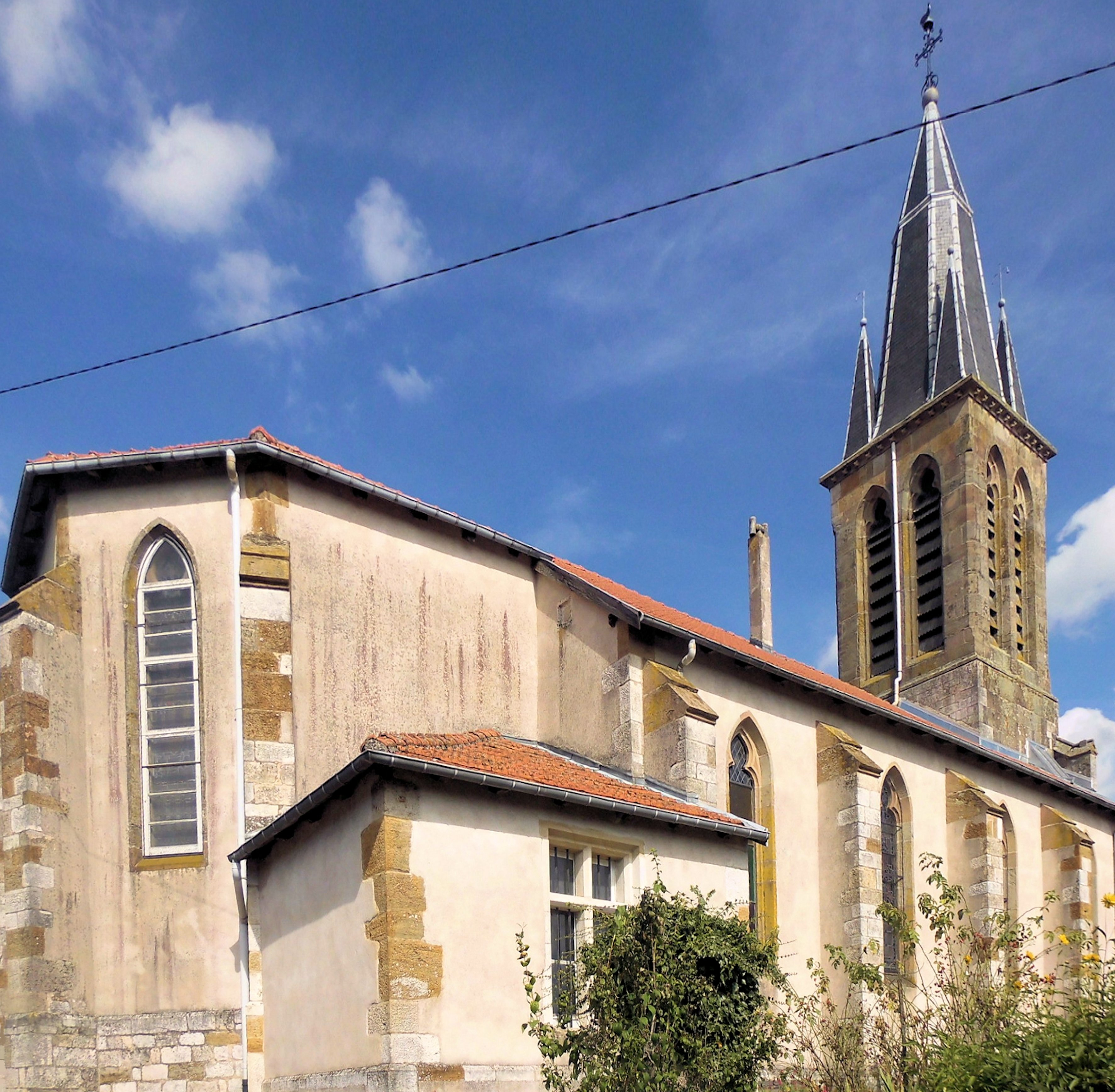
L'église Saint-Epvre.

- Deux chapelles affiliées à l'Église dont l'une de 1546.

### Personnalités liées à la commune
- Sébastien Bottin, abbé et statisticien né à Grimonviller en 1764, mort à Paris en 1853. Il fut le fondateur de l'annuaire[30].

### Héraldique
| Blason de Grimonviller | Blason  | De gueules à un chardon feuillé d'argent à dextre et d'une mirabelle feuillée du même à senestre ; au chef triangulaire ondé d'or chargé du buste de Bottin contourné de sable à la champagne voutée de sable bordée d'or chargée de deux trangles d'argent. |
| Blason de Grimonviller | Détails | Bottin est né à Grimonviller. Adopté en septembre 2011. |